# Valerio Agnoli
Valerio Agnoli (Alatri, provincia de Frosinone, Italia, 6 de enero de 1985) es un ciclista italiano. Pasó a profesional en 2004 en el seno del equipo Domina Vacanze. Luego de varias temporadas en el Liquigas, en 2013 fichó por el Astana.
En 2019 puso fin a su trayectoria deportiva tras 16 años como profesional.

## Palmarés
2005
- 1 etapa de la Vuelta al Lago Qinghai

## Resultados en Grandes Vueltas
| Carrera | Carrera         | 2004 | 2005 | 2006 | 2007 | 2008  | 2009 | 2010 | 2011  | 2012 | 2013 | 2014 | 2015 | 2016 | 2017  | 2018 | 2019 |
| ------- | --------------- | ---- | ---- | ---- | ---- | ----- | ---- | ---- | ----- | ---- | ---- | ---- | ---- | ---- | ----- | ---- | ---- |
|         | Giro de Italia  | —    | —    | —    | —    | —     | 61.º | 32.º | 83.º  | 57.º | 39.º | 71.º | —    | Ab.  | 110.º | —    | 93.º |
|         | Tour de Francia | —    | —    | —    | —    | —     | —    | —    | —     | —    | —    | —    | —    | —    | —     | —    | —    |
|         | Vuelta a España | —    | —    | —    | —    | 110.º | —    | —    | 105.º | —    | —    | —    | —    | —    | 79.º  | —    | —    |

—: no participa

Ab.: abandono